# Mycalesis graueri
Mycalesis graueri är en fjärilsart som beskrevs av Hans Rebel 1914. Mycalesis graueri ingår i släktet Mycalesis och familjen praktfjärilar. Inga underarter finns listade i Catalogue of Life.